# Karl Griesbaum
Karl Griesbaum (* 12. Juli 1932 in Ettenheimmünster; † 12. Dezember 2019 in Karlsruhe) war ein deutscher Chemiker und Hochschullehrer.

## Leben
Griesbaum studierte Chemie an der Universität Karlsruhe und promovierte 1960 mit einer Dissertation zum Thema „Neue Beiträge zum Ablauf der Ozonisierung von Olefinen“ bei Rudolf Criegee. Nach einem Aufenthalt an der Ohio State University in Columbus (Ohio) 1960/61, war er von 1961 bis 1968 als Industriechemiker bei der Esso Research and Engineering Company beschäftigt. 1968 erfolgte die Habilitation für organische Chemie am Engler-Bunte-Institut der Universität Karlsruhe mit einer Arbeit zum Thema „Elektrophile Cyclodimerisierungen von Allen und Methylacetylen über Vinylkationen als Zwischenstufen“ und die Ernennung zum Privatdozent für Organische Chemie. 1972 erfolgte der Ruf auf den neu geschaffenen Lehrstuhl für Petrochemie und Organische Technologie an der Universität Karlsruhe.

## Wissenschaftliches Werk
Griesbaums Arbeitsgebiete waren die Chemie von Acetylenverbindungen, Oxidationsreaktionen von organischen Verbindungen und petrochemische Zwischenprodukte. Insbesondere beschäftigte er sich mit der Ozonolyse. Nach ihm benannt ist die 1995 beschriebene Griesbaum-Coozonolyse, bei der durch die Ozonolyse von O-Methylketoximen in Gegenwart von Ketonen selektiv  substituierte 1,2,4-Trioxolane erhalten werden.